# Konto (regnskab)
 For alternative betydninger, se Konto. (Se også artikler, som begynder med Konto)
En konto benyttes indenfor regnskab til at samle posteringer, som ligner hinanden.

## Kontoplan
Når et regnskab startes (anlægges) etableres en kontoplan, som viser hvilke konti er til rådighed. Overordnet findes følgende kategorier, som benyttes til regnskabsaflæggelsen:
- Resultatkonti. Her opsamles driften bestående af omsætning og omkostninger.
- Aktivkonti. Her opsamles værdien af det, virksomheden ejer eller kontrollerer.
- Gældskonti. Her opsamles værdien af det, virksomheden skylder (fremmedkapital).
- Hensættelser. Værdien af det, virksomheden (endnu) ikke skylder, men dog kommer til at betale i fremtiden. Et typisk eksempel er udskudt skat.
- Egenkapital. Egenkapitalen repræsenterer på én gang det, som er indskudt i virksomheden, herunder overskud som ikke er hævet, og forskellen mellem aktiver og gæld (og hensættelser).

Indenfor de enkelte kategorier, kan der etableres et hierarki ned mod de enkelte konti. Eksempelvis kan en konto for 'Afskrivning på kontorejendom' indgå i kategorien afskrivninger på ejendomme, som igen indgår i kategorien afskrivninger, som så igen indgår i kategorien resultatkonti.

## Kontoplan med flere dimensioner
I større virksomheder vil der ofte være et ønske om også at opsamle regnskabsdata på andre dimensioner. Eksempler herpå kan være:
- Sted. Her udpeges stedet i virksomhedens organisation.
- Formål. Her udpeges formålet med den posteringen. Formålet kan f.eks. være betjening af en kundegruppe, frembringelse af et produktion eller vedligeholdelse af virksomhedens bygninger.
- Projekt.

Også i de supplerende dimensioner vil der kunne etableres hierarkier.
Der tales til tider om en arts-dimension. Denne henviser til inddelingen i afsnittet kontoplan ovenfor, og vil så godt som altid være repræsenteret.